# Przerost warg sromowych mniejszych
Przerost warg sromowych mniejszych, niekiedy również fartuszek hotentocki (ang. winged labia, hottentot apron) – budowa warg sromowych mniejszych. Jest to sytuacja, kiedy wargi sromowe mniejsze nie są przykryte przez wargi większe (wargi mniejsze wystają spomiędzy warg sromowych większych).

## Opis
Opisywano przypadki, w których przerośnięta tkanka pogarszała jakość życia, ulegając podrażnianiu podczas chodzenia, siedzenia, menstruacji, defekacji i mikcji, utrudniała również zabiegi higieniczne, a także stosunki płciowe.
Narządy płciowe żeńskie tworzą się od 8 do 10 tygodnia rozwoju wewnątrzmacicznego z fałdu płciowego. Przyczyny, dla których niekiedy osiągają nadmierne rozmiary, zazwyczaj nie są znane. Niekiedy odpowiada za to zarażenie pasożytem Filaria sanguinis hominis, prowadzące do zablokowania naczyń limfatycznych odprowadzających chłonkę, co w efekcie prowadzi do przewlekłego obrzęku. Przerost warg sromowych mniejszych często towarzyszy przewlekłym zapaleniom sromu, np. w przypadku choroby Crohna lub endometriozy. Jednak objawia się to również w przypadkach idiopatycznych, ponieważ w usuniętej tkance widoczne są komórki zapalne. Najprawdopodobniej nie są to przyczyny genetyczne. Niekiedy również zdarzają się celowe zabiegi zmierzające do uzyskania fartuszka hotentockiego. Zabiegi takie mogą obejmować ręczne rozciąganie bądź użycie ciężarka.
Przerost warg sromowych mniejszych, podobnie jak i inne wady zewnętrznych narządów płciowych żeńskich przed okresem dojrzewania, rzadko bywają podane leczeniu. Częściowo z uwagi na bezpodstawną obawę, jakoby wyleczenie miało skłonić małoletnią pacjentkę do ryzykownych zachowań seksualnych. Tymczasem wada taka może wywoływać u dziewczyny stres, zagrażać prawidłowemu rozwojowi emocjonalnemu, może prowadzić do zaburzeń psychicznych i wymagać konsultacji lekarza takiej specjalności.
Jako leczenie proponuje się operację plastyczną z resekcją powiększonych warg.

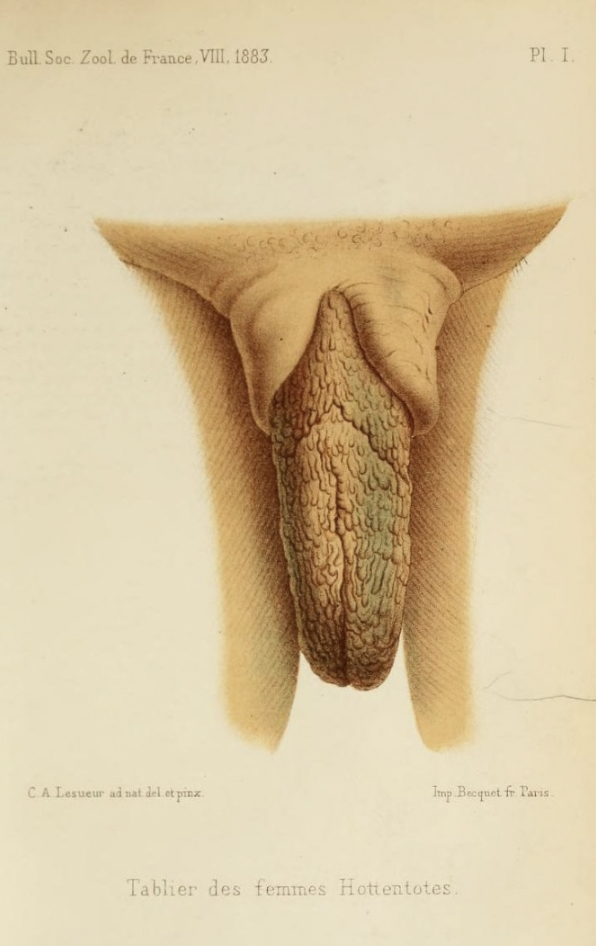
Zbliżenie powiększonych warg
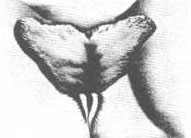
Zbliżenie powiększonych warg
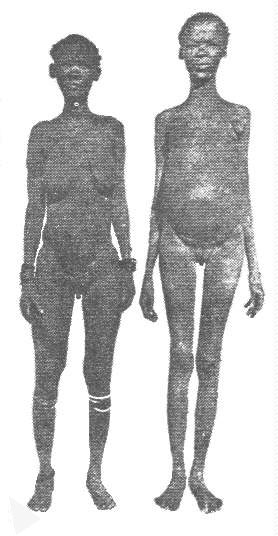
Khoisańska kobieta z widocznymi zwisającymi wargami
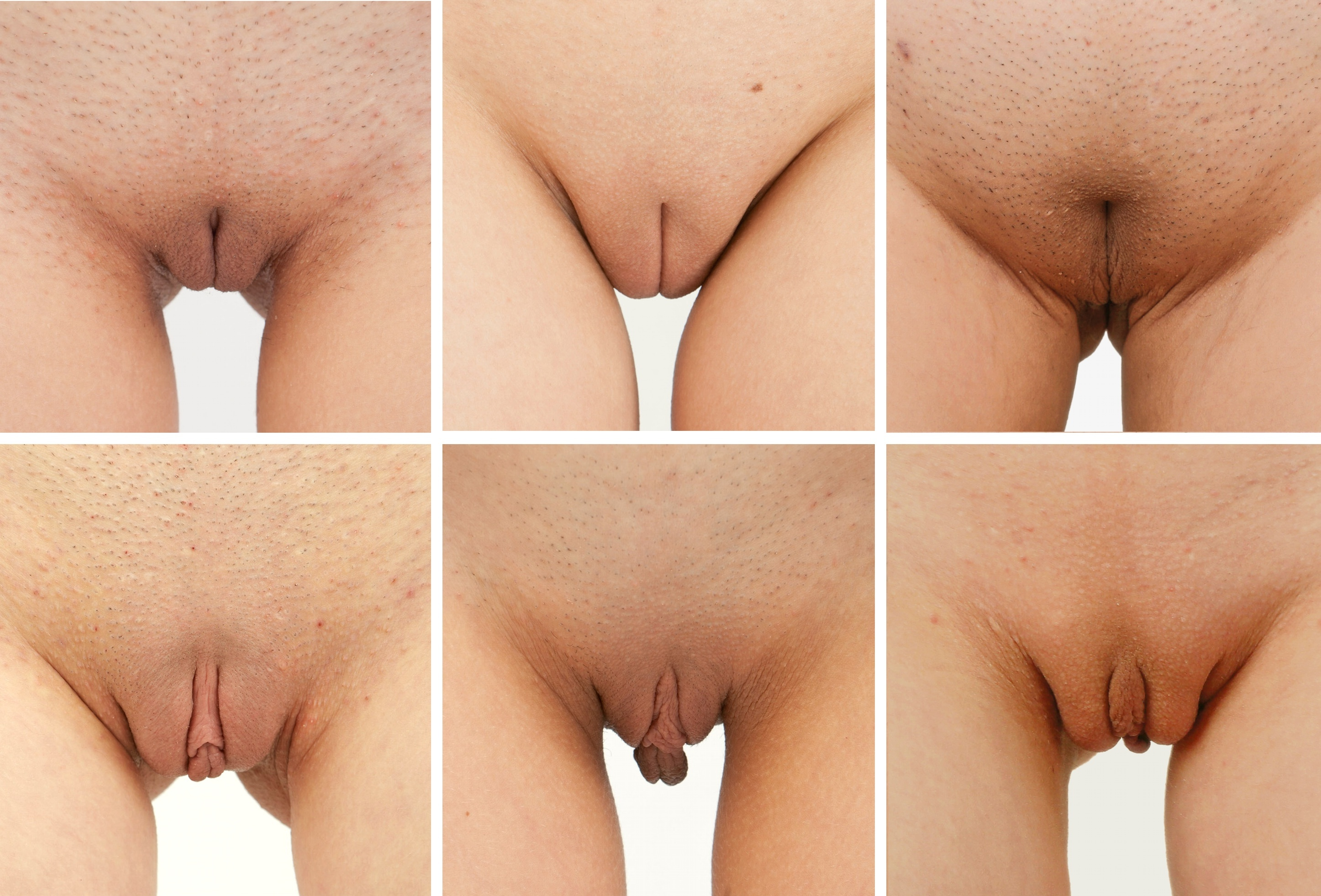
Prawidłowa budowa genitaliów (na górze) i z widocznym przerostem warg mniejszych (na dole)
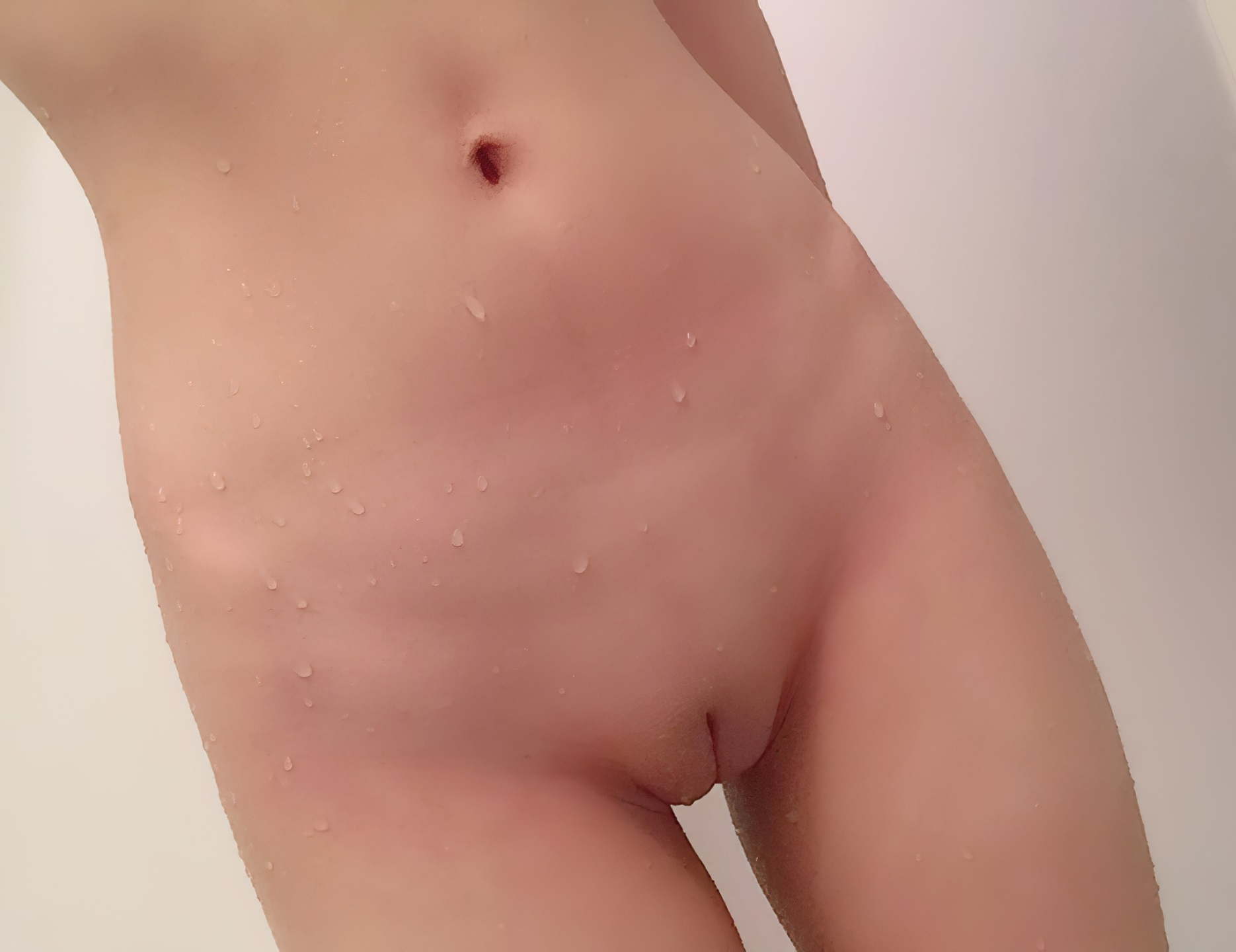
Żeńskie genitalia. Wargi sromowe większe przykrywają wargi mniejsze (brak przerostu)
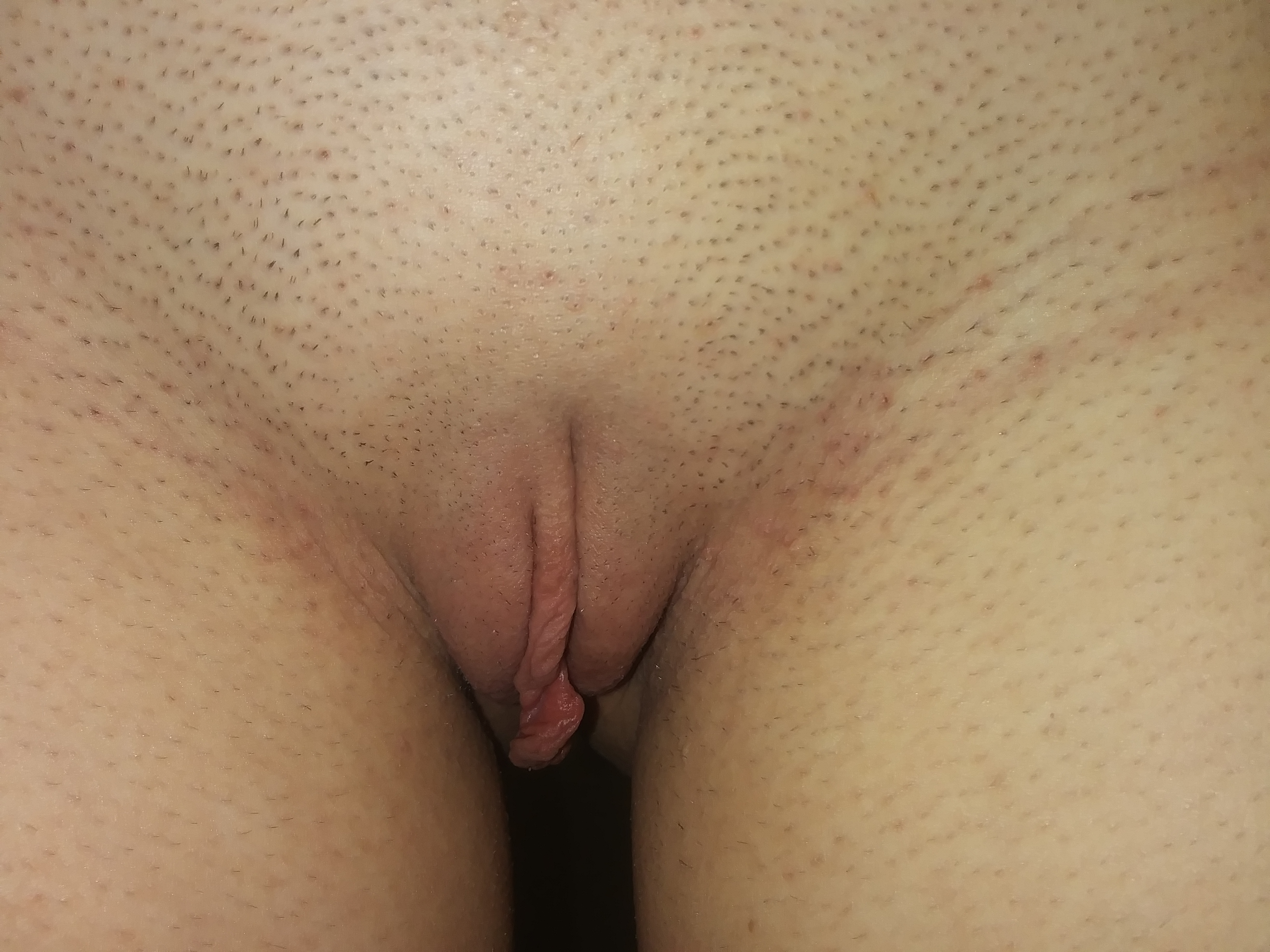
Żeńskie genitalia z widocznym przerostem warg sromowych

## Klasyfikacja
Istnieje wiele prób klasyfikacji tego zjawiska. Pierwszą próbą jest klasyfikacja Yhelda Felicio z 1992. Klasyfikacja ta nie bierze pod uwagę jednak odstającej i odsłoniętej tkanki, która jest zwykle przyczyną większości dolegliwości. Klasyfikacja zaproponowana przez Andre Colaneri:
Stopień 0: < 1 cm
Nie mówi się wtedy o przeroście, wargi mniejsze są małe (do 1 cm od podstawy w pobliżu wejścia do pochwy do ich najdalszego brzegu). W przypadkach, w których występuje wysunięcie i odsłonięcie warg sromowych mniejszych, przyczyny należy szukać w zaniku lub małej objętości warg sromowych większych.
Stopień 1: od 1 cm do 3cm
Ten niewielki stopień przerostu umożliwia resekcję 2 cm warg sromowych mniejszych.
Stopień 2: od 3 cm do 5 cm
Duże wargi sromowe mniejsze. W tym stopniu przerostu wskazany jest zabieg resekcji.
Stopień 3: > 5 cm
Znaczny przerost, prawdopodobnie z pogrubionymi wargami sromowymi mniejszymi i szeroką podstawą.

## Odniesienia w kulturze masowej
- Czarna Wenus – film z 2010 roku